# Reakcja haloformowa
Reakcja haloformowa – reakcja chemiczna, w której powstaje haloform (CHX3, gdzie X jest halogenem) przez wielokrotne halogenowanie metyloketonów (ketonów typu R−C(O)−CH3) w obecności zasady. R może być wodorem, alkilem bądź arylem. W wyniku takiej reakcji można otrzymać CHCl3, CHBr3 lub CHI3.
Reakcji tej ulegają także alkohole drugorzędowe i inne związki o wzorze ogólnym RCH(OH)CH3, które w pierwszym etapie procesu utleniane są do związków karbonylowych typu R−CO−CH3:
Grupa R nie może mieć charakteru donorującego elektrony do grupy C=O (nie może to być halogen, OH, NH2 itp.), gdyż hamuje to deprotonację związku karbonylowego (która inicjuje cały proces). Reakcji tej ulega więc także etanol i aldehyd octowy (produkt wstępnego utlenienia etanolu). Właśnie etanol był pierwszym związkiem, dla którego w roku 1822 zaobserwowano reakcję haloformową – po dodaniu krystalicznego jodu do alkoholowego roztworu zasady wytrącił się żółty osad jodoformu.

## Zastosowania
Reakcja haloformowa z użyciem jodu (próba jodoformowa) jest metodą analityczną stosowaną do wykrywania obecności metyloketonów (np. acetonu) lub innych związków, które można utlenić do odpowiednich metyloketonów. W obecności tych związków, w wyniku reakcji haloformowej z jodem wytrąca się nierozpuszczalny, jasnożółty osad jodoformu.
Do niedawna była także używana na skalę przemysłową do otrzymywania jodoformu, bromoformu i chloroformu.
Reakcja haloformowa pozwala na przekształcenie metyloketonów w kwasy karboksylowe, także w obecności wiązania podwójnego C=C w cząsteczce:
R–C(O)Me → R–COOH

## Mechanizm reakcji
Przebieg reakcji haloformowej z podbrominami z wydzieleniem bromoformu:
| Haloform startAnimGif |
| Animacja              |